# Будизам у Тајланду
Будизам у Тајланду је углавном теравада школе, и чини већинску религију са око 95% становништва.
У Тајланду су држава и санга потпуно повезане, а монашке обавезе се регулишу државним законима. Тајланд никада није био формално колонизован, тако да његове будистичке институције — монархија и санга — имају непрекинуту везу са прошлошћу. Најстарије и највеће будистичко средиште у Тајланду из Након Патома датира још из 6. века, но постоје трагови будистичке активности у том региону чак и пре тога.
Теравада будизам има значајан утицај на целокупни тајски живот. Тајланд се често наводи као пример земље у којој је спрега будизма и политике посебно јака.

## Историја

### Рани контакти
Најранији археолошки докази о постојању будизма на територији данашњег Тајланда датирају приближно из 6. века, а везани су превасходно за Наконпатом (тридесетак миља западно од Бангкока) и Лопбурија (око шездесет миља северно од Бангкока). Најстарији и највећи чеди или ступа, у Тајланду се налази у Након Патому. Археолошки остаци потичу из периода када је ова област чинила део краљевине народа Мон са престоницом у Татону, у доњој Бурми. Јужни Тајланд је у то доба чинио монску краљевину Дваравати; будизам заступљен у овом краљевству у раном раздобљу претежно је био хинајана школе.
У раздобљу између 8. и 13. века ово подручје је дошло под власт краљевине Шри Виђаја са Суматре (Индонезија), када је махајански облик будизма био водећи.
Тајландско краљевство Сукхотаи трајало је од почетка 12. века до 1350. године. Између 11. и 14. века велики део данашњег Тајланда дошао је под власт Кмера, народа са подручја данашње Камбоџе, чија је религија била далеко више хиндуистичка.

### Учвршћење тераваде
Може се рећи да права историја тајске нације отпочиње са 14. веком, када су Тајци (народ етнички и лингвистички повезан са Кинезима, који се из Јунана преселио на југ) основали краљевину са престоницом у Сукходхаји (или Сукхотхаији), на око 200 km северно од данашњег Бангкока. Током 14. века добар глас синхалеског будизма (након реформи које је спровео цејлонски краљ Паракама Баху I у 12. веку) привукао је сијамске монахе на Цејлон, да би се потом вратили у Тајланд и проширили синхалеске реформе. У Тајланду од тог доба преовладава теравадински облик будизма.
Око 1350. године престоница је пресељена на југ из Сукходхаје у Ајодхају (или Ајутхију), на око педесет миља северно од данашњег Бангкока. Ово краљевство су у два наврата поробљавали Бурманци и оно је трајало све до 18. века. Током овог дугог периода многи краљеви су постајали заштитници сангхе од спољашњих непријатеља и ретко су се мешали у унутрашње монашке ствари.
Када су Бурманци разорили престоницу 1767. године, нова династија је утемељила је нову престоницу, најпре у Дхонбури, на западној обали реке Чао Пхја, а потом на супротној, источној обали - данашњи Бангкок. Тако су два града близанца, Тхонбури и Бангкок, постали национална престоница. Краљеви са престоницом у Бангкоку познати су под заједничким називом Ћакри династија и неколико од њих спровели су значајне монашке реформе.

### Верска реформа
Четврти краљ из ове династије, Монгкут, назван Рама IV, је био будистички монах, а ступио је на престо 1851. у четрдесет седмој години; његова седамнаестогодишња владавина једна је од најважнијих у историји Тајланда. Управо је он ударио темеље модерном Тајланду и иницирао реформаторски покрет унутар будистичке санге.
Незадовољан начином живота монаха који су живели по шумама, инсистирао је да се примат да учености над медитацијом или над аскетским праксама. Он је надахнуо и водио покрет познат као dhammayuttika, што значи »они који следе дарму". Дамајутика монаси носили су своје огртаче преко оба рамена и придржавали се монашких правила строже него нереформисани maha nikai (велики скуп) монаси.
Утицај дамајутике на тајски будизам остао је јак све до данас, при чему упоредо одржава добре односе и са главном будистичком струјом, маха-никајом. Обе секте имају своја велика монашка седишта у Бангкоку: дхамајутика-никаја има Ват Боворнивег, а маха-никаја Вај Махатхат; у сваком од њих смештена је велика образовна институција (Маха-Видјалаја) за обучавање монаха. Краља Монгкута наследио је његов син Чулалонгкорн или Рама V.
Рама V (1868—1910) је наставио Монгкутову политику промовисања образовања, те је 1898. поверио монасима национални програм образовања. Године 1902. донео је први од три закона о санги, који су монахе обавезали да поштују "три врсте закона: законе земље, законе винаје и обичаје". Овај закон прописао је дужности различитим монашким ауторитетима и стандардизовао је санга администрацију. Поред осталих доприноса којима је допринео снажењу будизма било је објављивање Типитаке, канона на палију, са текстом одштампаним тајским писмом.

### Савремени период
Пошто је апсолутна монархија замењена уставном 1932, други закон о санги из 1941. био је корак у правцу монашке демократије, док је трећи из 1961. одражавао ауторитарну политику премијера Сарит Тханарата, који је сконцентрисао моћ у рукама врховног патријарха и заменио различите санга комитете јединственим саветом стараца који чине старији монаси из дхамајутика и маха никаи школа. У блиској је вези са одељењем за верска питања при Министарству образовања (у којем седе углавном бивши монаси) и вишим круговима око монарха. Његови ставови су крајње конзервативни.
Од II светског рата пак све више се прихватају западњачки обичаји и мерила, углавном на подручју Бангкока, а у сеоским областима у којима живи већина становништва теравадински будизам још увек представља темељ веровања, културе и понашања. Телевизија стално у својим емисијама наглашава да између будизма и Таји нације постоји једнакост.
Упркос контроли коју тајландске власти имају над будистичком сангом, ипак постоје знатне разлике међу појединим монашким заједницама. На савремени тајландски будизам је снажно утицао учитељ и реформиста, монах Будадаса, "слуга Будин" (1905—1983), који је изнова прутумачио главна будистичка учења како би им дао "овоземаљски нагласак". То је подстакло мисионарство и програме развијања заједница, који се крећу од политички мотивисаних покушаја пропагирања будизма међу племенима на северу до разних курсева за монахе као медицинско особље. Ово друго замисао је др Правасе Васија, истакнутог хематолога, који је успео да убеди неке манастире да послуже и као стационар за оболеле од сиде. Оваквим активностима легитимност дају и истакнути монаси као што су Пра Радаварамуни, Пра Пањананда и Пра Пајом Калајано, Будадасин ученик, веома популаран међу младима, који у проповедима користи улични сленг.
Екстремни десни будизам представља контоверзни Пра Китивудо, директор Ћитапаван колеџа код Банкока, који је био оптуживан за много тога, од поседовања оружја до илегалног увоза аутомобила. Левичарски монаси морају врло пажљиво да излажу своје ставове; обично су повезани са Сулаком Сивараксом, друштвеним критичарем и угледним будистичким научником.
Упркос томе што не постоје женски редови у Тајланду, све је већи број жена које су инициране као лаичке монахиње и живе у заједницама сличним манастирима. Оне се зову маје чи (mae chi), од маје - "мајка" и чи или ђи што означава аскете, а такође будистичке жене које брију главу и носе беле огртаче. Маје чи подсећају на монахиње у различитим религијским традицијама, рецимо по ношењу посебног огртача, иако их многи монаси потпуно игноришу.